# Biserica de lemn din Tulgheș
Biserica de lemn din Tulgheș, județul Harghita a fost construită în 1828. Biserica are hramul „Sfinții Arhangheli”  și se află pe noua listă a monumentelor istorice sub codul LMI HR-II-m-A-12992.

## Istoric și trăsături
De la lăcașul anterior a rămas piatra de mormânt din 1778, a unui preot slujitor la prestolul său. Locul său a fost preluat de cel actual, spre sfârșitul secolului al XVIII-lea sau în pragul celui următor. Este așezată pe Valea Putnei, pe fundalul unei perdele de brazi. Prin pasul Tulghes a trecut în Transilvania influența planului trilobat și nu este de mirare că meșterii
l-au adoptat la înnoirea ctitoriei de aici. Absidele laterale, ca și aceea a altarului, sunt poligonale cu cinci laturi. Pe sud se află un pridvor, cu stâlpi ciopliți, supraînălțat de o clopotniță scundă. Pronaosul are tavan drept, fapt ce ne determină să presupunem, că inițial a susținut clopotnița, pridvorul fiind adăugat ulterior (poate pe la 1844, an înscris cu vopsea albă pe cadrul ușii de intrare). Bolta naosului este pe plan poligonal, din fâșii curbe, ce pornesc dintr-o rozetă sculptată și pictată (cheie de boltă). Fâșiile de est sunt intersectate de bolta, îngustă, semicilindrică a altarului, racordată, la linia pereților, prin panouri curbe. Tavanul pronaosului ca și suprafețele din naos, ce fac trecerea de la planul poligonal al bolții la cel dreptunghiular, se reazemă pe console cioplite.
Pictura pereților a fost afectată de ploi când învelitoarea de șiță era prăpădită (mai ales după ridicarea, în 1882, a bisericii de zid). Crâmpeie de decor se află, probabil, sub îmbrăcămintea de scânduri. Pe bolta naosului sunt reprezentate zece momente din viața lui Iisus Hristos, a căror realizare se poate atribui moldoveanului Grigorie de la Târgu Pietrii, la mijlocul secolului al XIX-lea.
Programul iconografic al altarului cuprinde: Sfânta Troiță, pe boltă, iar pe pereți: Is.Hs. pâinea vieții, Năframa Veronicăi, între Arhanghelii Mihail și Gavril, Ioan Botezătorul și Sfinții Părinți. Deteriorată de vreme, afectată de intervenții, pictura altarului pare, mai degrabă, lucrarea lui Gligor zugravul, autorul icoanei Sf. Nicolae cu împărații Constantin și Elena, pe care, în 1887, a cumpărat-o Constantin Apostol, cât și al aceleia cu Sf. Sava și Sf.Nicolae. De la o icoană din secolul al XIX-lea,s-a refolosit suportul, pe care se citește inscripția „această icoană s-a  cumpărat de Ion Mustață și s-a zugrăvit de mine Șerban zugravu”.
Cu aportul obștii din Tulgheș, biserica monument a fost reparată, în 1976. 

## Asocierea bisericii actualului Memorial militar
În urmă cu peste 2 decenii în 1989, 49 dintre militarii din Brigada 28 Infanterie căzuți la datorie în luptele desfășurate în zonă în Primul Război Mondial pe Valea Jidanului, Covorea, Valea Putnei, Pietrele Roșii, Baret (inițial îmormântați pe Muntele Higheș) au fost reânhumați cu onoruri în curtea  bisericii. A fost creat astfel un Memorial militar al Eroilor Români din Primul Război Mondial aflat în localitate lângă platforma DJ127 , mai sus de fostele cazărmi austriece lângă punctul de vărsare în Putna a pârâului Marc. Memorialul include și o Cruce memorială dezvelită inițial în anul 1916, mutată tot în 1989 de pe Muntele Higheș. Crucea are o înălțime de 1,30 m și este realizată din granit. În planul frontal al crucii s-a înscris următorul text comemorativ: „Eroilor căzuți în războiul pentru întregirea neamului 1914-1919“.  

## Galerie de imagini

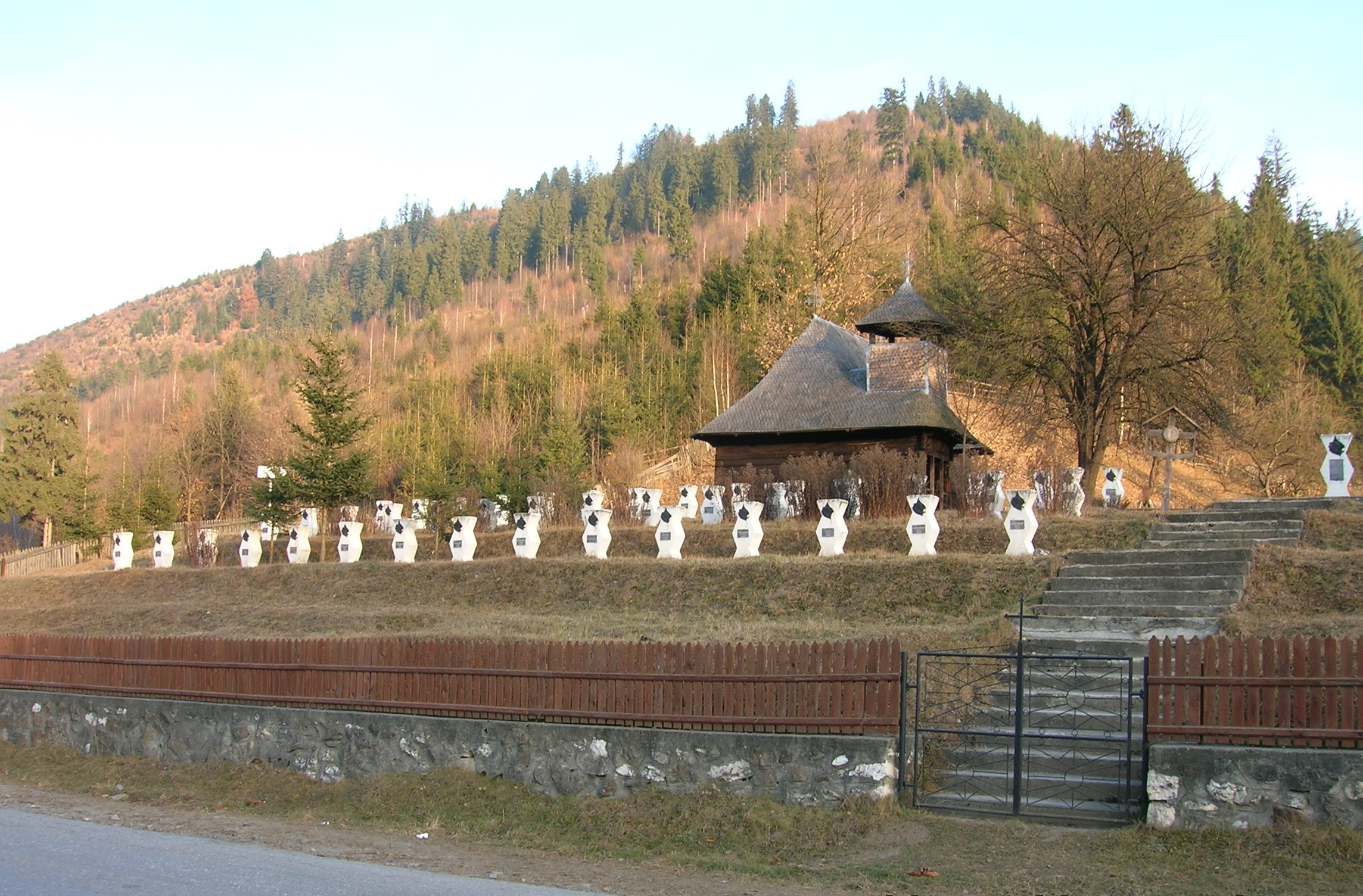
Cimitirul militar românesc şi biserica de lemn Sfinţii Arhangheli Mihail şi Gavril
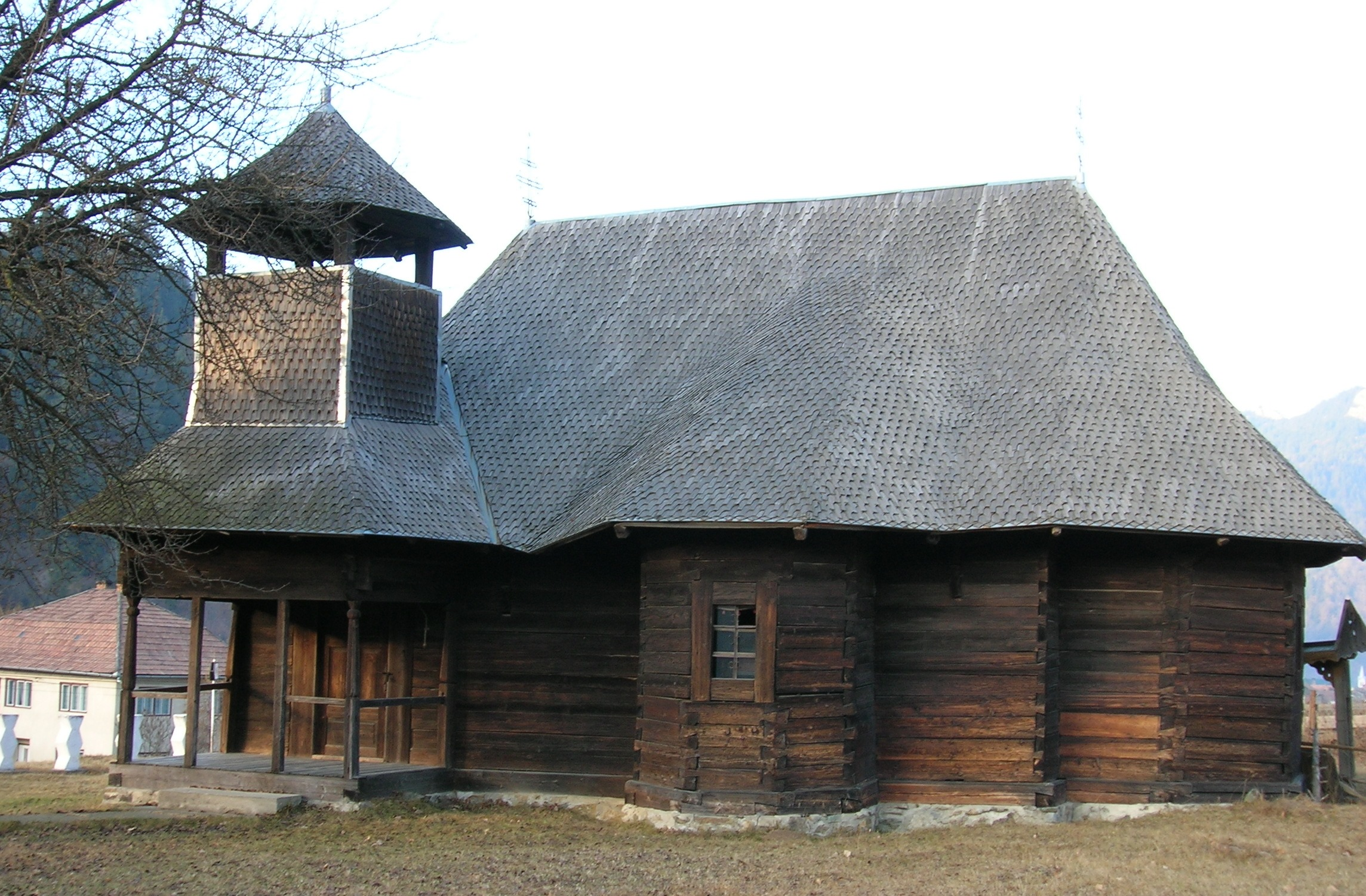
Biserica de lemn Sfinţii Arhangheli Mihail şi Gavril
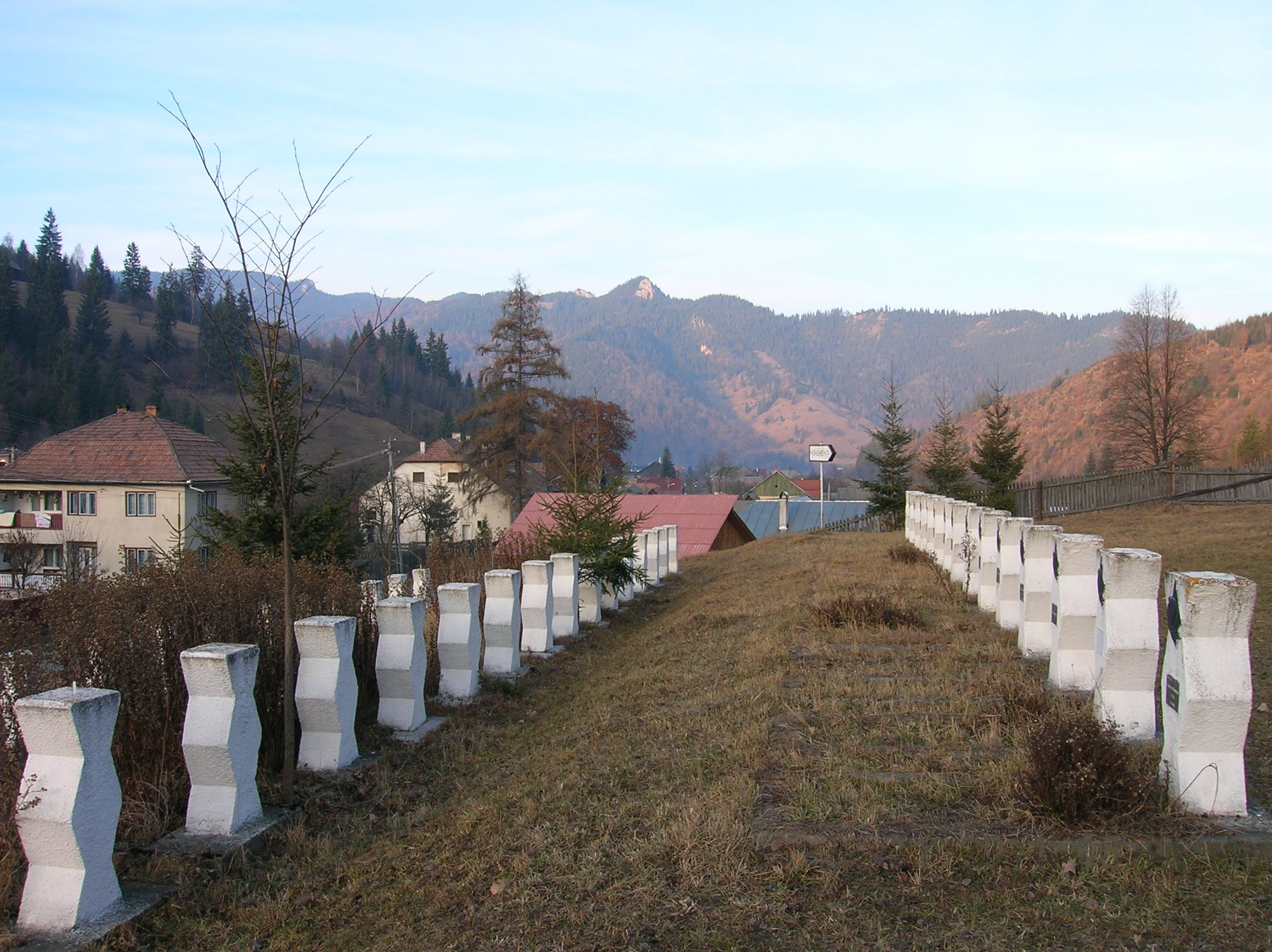
Cimitirul militar românesc; În fundal se văd Platoul Comarnicului şi Pietrele Roşii